# Nadja Zela

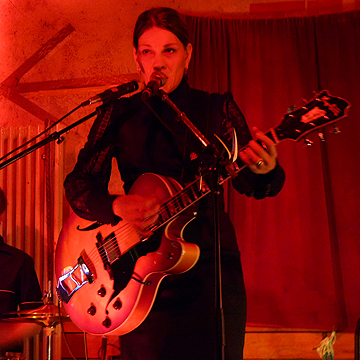
Nadja Zela (2011)

Nadja Zela (* 10. Mai 1971 in Zürich) ist eine Rockmusikerin aus Zürich, Schweiz. Die Sängerin, Songwriterin und Gitarristin bewegt sich stilistisch zwischen Folk, Blues und Indie Rock. Zela arbeitet auch als Grafikerin.

## Künstlerischer Werdegang
Nadja Zela komponiert Musik im Bereich Rock, Americana, Blues, Folk, Indie Rock, Psychedelic Rock, Experimental Rock. Sie ist auch Texterin ihrer Werke und schreibt hauptsächlich in englischer Sprache, vereinzelt deutsch und schweizerdeutsch. Sie gilt als unkonventionelle Sängerin mit einer kräftigen Blues-Stimme und einem lyrischen Songwriting. Sie ist immer wieder Teil namhafter musikalischer Projekte, arbeitet gelegentlich auch für Film und Theater.
Zela war Mitbegründerin der schweizweit bekannten Frauenband Rosebud zusammen mit der Filmemacherin Anna Luif sowie Gründungsmitglied und Sängerin der Roundabouts mit dem Filmemacher Micha Lewinsky. Bei der Zürcher Band Fingerpoke des Musikers Roli Strobel (Hora Band, Theater Hora) spielte sie Bass. Sie war Sängerin und Gitarristin bei The Calling Sirens, Los Dos, The Whooshings u. a. Sie hatte Kooperationen u. a. mit Big Zis, Fiona Daniel und Vera Kappeler.
Zela ist langjährige Begleiterin auf Lesereisen der Schweizer Schriftstellerin Susanna Schwager. Sie engagiert sich sowohl privat als auch öffentlich für Frauen in der Kulturszene Schweiz, unter anderem bei Helvetiarockt oder für das Projekt Fraumünsterhof21.
In den 1980er und 1990er Jahren verlieh sie dem Indie-Rock in der Schweiz eine weibliche Stimme. Neben den grossen Musik-Festivals spielte sie in kleineren Clubs, z. B. mit Rosebud als erste Resident-Band im Zürcher Helsinki Klub. 2002 veröffentlichte sie ihre erste Solo-CD Vierspur-Songs, eine Sammlung von Songs, die sie über Jahre hinweg alleine mit einem Vierspur-Kassettengerät aufgenommen hatte. 2006 gründete sie die Rock'n'Soul Band Fifty Foot Mama (2005 – 2009), die das Album Hard and Soul auf dem aufstrebenden Zürcher Indie-Label Kuenstli.ch veröffentlichte. Die Band bestand aus der ehemaligen Rhythm-Section von „Der böse Bub Eugen“. Nach der Auflösung arbeitete sie mit dem Drummer „Fish“ im Duo unter ihrem eigenen Namen weiter zusammen.
2009 erschien ihr zweites Solo-Album Ciao Amore, das sie wieder allein geschrieben, aufgenommen, gemischt und produziert hat. Für den Release des Albums gründete sie das Label „Patient Records“. 2012 erschien Wrong Side Of Town, ihr drittes Solo-Album (aufgenommen und produziert von Olifr Maurmann aka GUZ († 2020) der Aeronauten). 2016 veröffentlichte Zela das Album Immaterial World, welches sich thematisch der kapitalistischen Endzeitstimmung widmet.
2020 kehrte sie zurück mit dem Album Greetings to Andromeda. Requiem.

## Privat
Sie lebt in Zürich mit ihren zwei Kindern aus der Ehe mit dem Zeichner Christophe Badoux († 2016). Seit 2017 lebt sie mit dem Musiker Michel Lehner (The Calling Sirens) zusammen.

## Aktuelle Band-Formation
- Nadja Zela, Gesang und Gitarre
- Fisch (Martin Fischer), Drums und Percussion
- Michel Lehner, Bass
- Nico Feer, Gitarre

## Diskografie
Nadja Zela 
- Greetings to Andromeda. Requiem, CD/LP 2020 (Patient Records/Mouthwatering Records/Irascible)
- Immaterial World, CD/LP 2016 (Patient Records/Irascible)
- Wrong Side Of Town, CD 2012 (Patient Records/Irascible)
- Ciao Amore, CD 2009 (Patient Records/Irascible)
- 4-Spur-Songs, CD 2001 (Daisycutter) > Solo-Debüt

Anna&Stoffner 
- Fieber «Z'gross», «Zwei Edelstei», CD 2014

Los Dos 
- In the Jungle, CD 2014

ISNT NITS 
- Three Sisters, CD 2013 (mit Fiona Daniel und Vera Kappeler)

Fifty Foot Mama 
- Der Freund Soundtrack zum Film von Micha Lewinsky (Song: «Go Away You Dangerous Diamond»)
- Hard and Soul, CD 2007 (kuenschtli.ch)

Big Zis
- Big Zis dörf alles, «Ich waart», 2008

Rosebud
- Emptiness, Without me, Vinyl-Single 2004
- The Pillow Mountain 2002 (MakeUp/RecRec)
- 13 Songs NET 2000 (MakeUp/RecRec)
- Dynamo 4-Track-Vinyl-Maxi-Single 1999
- Ohrewürm: Ruumschiff, 1999 (Tudor)

Fingerpoke
- Live At The Studio LP 1998 (Irish Mooncake)
- The Comic Opera Of Our Real Days CD 1997 (Glow/Tudor)

The Roundabouts 
- Haven Afar CD 1993 (Zytglogge)
- Sound Summer Sessions Kassette 1994 (Radio DRS)

The Whooshings 
- Tschüss-zäme-Tape Kassette 1992
- Child/Mask Vinyl-Single 1991 (SSR-Label)
- Mask 8-Track-Demotape 1989